# Zofijin svet
Zofijin svet (v izvirniku norveško Sofies verden) je roman norveškega avtorja Josteina Gaarderja, ki opisuje zgodovino filozofije. Gaarder je roman napisal leta 1991 in sprva je bil mišljen kot uvod v filozofijo za starejše otroke, vendar je kmalu zaslovel tudi med starejšim bralstvom. V slovenščino ga je prevedel Janko Moder. Leta 1997 sta Gaarder in njegova soproga ustanovila Zofijino nagrado; mednarodno denarno nagrado, ki se podeljuje enkrat letno za dosežke v okoljevarstvu in razvoju. Leta 1999 so na Norveškem posneli po romanu istoimenski film in ga predvajali tudi po tujini. Izdani sta bili tudi slušna knjiga in igra na deski.
Zofijin svet je hkrati leposlovni roman in učbenik filozofije. 

## Vsebina
Zofija Amundsen (v norveščini Sofie Amundsen) je petnajstletno dekle, ki živi s svojo mamo in številnimi hišnimi ljubljenčki v hiši na Norveškem. Njen oče je kapitan na naftnem tankerju in je večino leta zdoma. 
Ko nekega dne pride Zofija iz šole, najde v poštnem nabiralniku ovojko z njenim imenom, v njej pa listič z vprašanjem Kdo si. Tekom prihodnjih dni dobiva v nabiralnik nove in nove ovojke s podobno vznemirljivimi vprašanji in miselnimi nalogami. Kmalu se izkaže, da ji pisma pošilja starejši filozof Alberto Knox. Alberto želi Zofiji predstaviti tečaj filozofije in vsako sporočilo, ki ga Zofija prejme, pomeni iztočnico določenega filozofskega razdobja. Zofija začne ob Albertu čedalje bolj pronicljivo razmišljati o svetu, o sebi in o večnih vprašanjih, ki tarejo človeštvo. Alberto prikaže Zofiji skozi pogovore in dialoge celotno zgodovino filozofije z vsemi najslovitejšimi filozofi določenih obdobij. Na koncu ugotovita, da sploh nista pravi osebi, temveč da le nastopata v knjigi.